# Marcilly-le-Hayer
Pour les articles homonymes, voir Marcilly et Hayer.
Marcilly-le-Hayer est une commune française, située dans le département de l'Aube en région Grand Est.

## Géographie
Le village s'est construit sur le cours de l'Orvin. Il y avait comme écarts : Abondance, Basson, Basson-le-Petit, la Belle-Epine, Bois-l'Abbesse, Chanteloup, le Château-Gaillard, les Chaumes-du-Manche, Chavaudon, Puttemusse, sur un cadastre de 1831.

### Communes limitrophes
|                   | Avon-la-Pèze      | Bourdenay               |
| Bercenay-le-Hayer | Marcilly-le-Hayer | Saint-Lupien - Villadin |
| Pouy-sur-Vannes   | Planty            | Aix-Villemaur-Pâlis     |

### Toponymie
Le nom vient de Marcellus, nom romain de propriétaire.

### Hydrographie

#### Réseau hydrographique
La commune est dans la région hydrographique « la Seine de sa source au confluent de l'Oise (exclu) » au sein du bassin Seine-Normandie. Elle est drainée par l'Orvin, le canal 02 de la Pâture, le Fossé 01 de la commune de Marcilly-le-Hayer et divers autres petits cours d'eau,.
L'Orvin, d'une longueur de 38 km, prend sa source dans la commune de Saint-Lupien et se jette  dans la Seine à Villiers-sur-Seine, après avoir traversé douze communes.

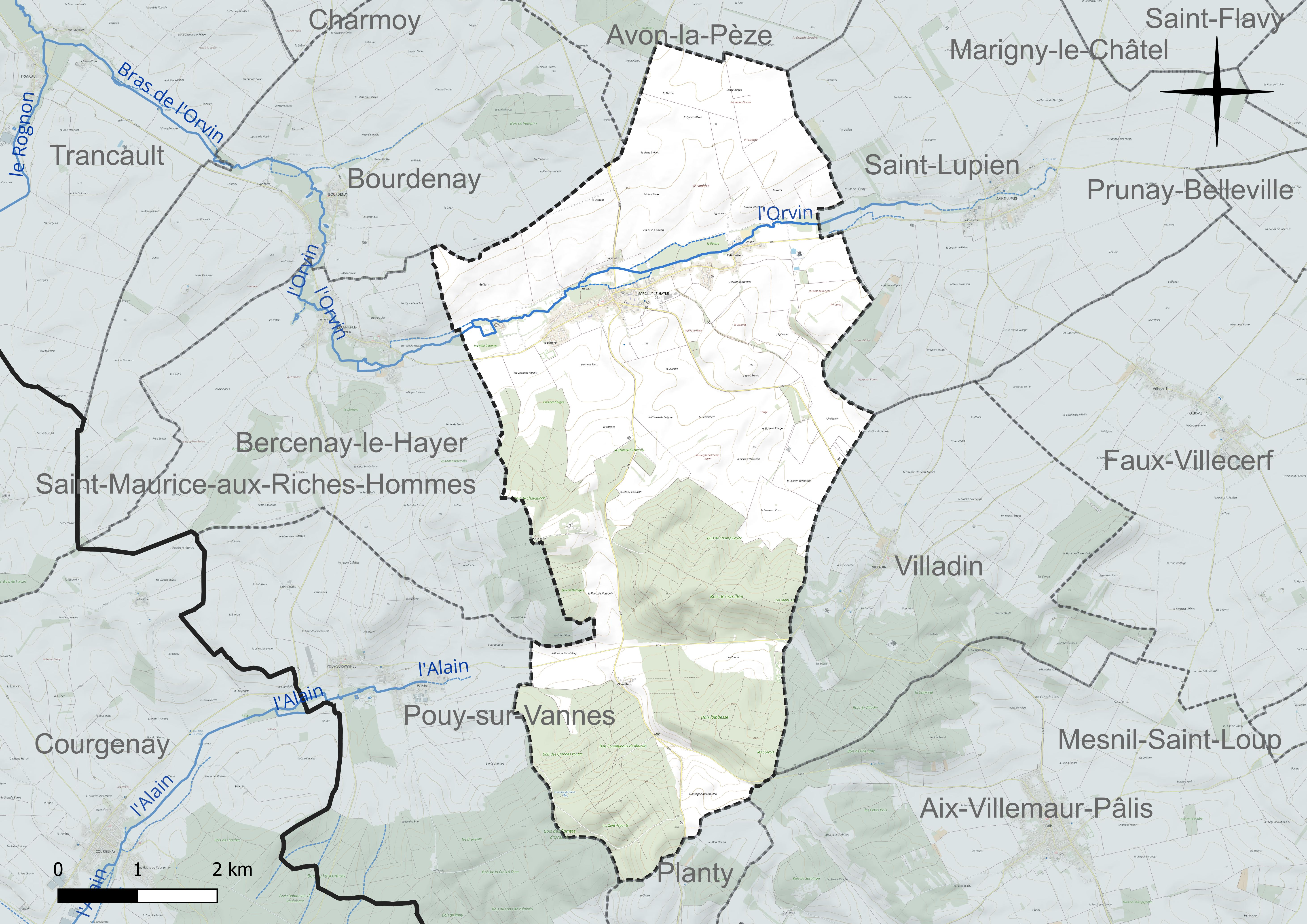
Réseau hydrographique de Marcilly-le-Hayer.

#### Gestion et qualité des eaux
Le territoire communal est couvert par le schéma d'aménagement et de gestion des eaux (SAGE) « Bassée Voulzie ». Ce document de planification concerne le territoire du bassin versant de l'Armançon qui s’étend sur 1 710 km2 et se répartit sur trois départements (l'Aube, l'Yonne et la Marne). Le périmètre a été arrêté le 2 septembre 2016, le diagnostic a été validé le 29 novembre 2022. La structure porteuse de l'élaboration et de la mise en œuvre est le Syndicat mixte ouvert de l’eau potable, de l’assainissement collectif, de l’assainissement non collectif, des milieux aquatiques et de la démoustication (SDDEA), dont le siège est à Troyes.
La qualité des cours d’eau peut être consultée sur un site dédié géré par les agences de l’eau et l’Agence française pour la biodiversité.

### Climat
Pour des articles plus généraux, voir Climat du Grand Est et Climat de l'Aube.
En 2010, le climat de la commune est de type climat océanique dégradé des plaines du Centre et du Nord, selon une étude du Centre national de la recherche scientifique s'appuyant sur une série de données couvrant la période 1971-2000. En 2020, Météo-France publie une typologie des climats de la France métropolitaine dans laquelle la commune est exposée à un climat océanique altéré et est dans la région climatique Nord-est du bassin Parisien, caractérisée par un ensoleillement médiocre, une pluviométrie moyenne régulièrement répartie au cours de l’année et un hiver froid (3 °C).
Pour la période 1971-2000, la température annuelle moyenne est de 10,5 °C, avec une amplitude thermique annuelle de 15,6 °C. Le cumul annuel moyen de précipitations est de 753 mm, avec 12 jours de précipitations en janvier et 7,5 jours en juillet. Pour la période 1991-2020, la température moyenne annuelle observée sur la station météorologique de Météo-France la plus proche, « Bouy-sur-Orvin », sur la commune de Bouy-sur-Orvin à 12 km à vol d'oiseau, est de 11,4 °C et le cumul annuel moyen de précipitations est de 635,9 mm. 
La température maximale relevée sur cette station est de 42,4 °C, atteinte le 25 juillet 2019 ; la température minimale est de −20,5 °C, atteinte le 17 janvier 1985,,.
Les paramètres climatiques de la commune ont été estimés pour le milieu du siècle (2041-2070) selon différents scénarios d'émission de gaz à effet de serre à partir des nouvelles projections climatiques de référence DRIAS-2020. Ils sont consultables sur un site dédié publié par Météo-France en novembre 2022.

## Urbanisme

### Typologie
Au 1er janvier 2024, Marcilly-le-Hayer est catégorisée commune rurale à habitat dispersé, selon la nouvelle grille communale de densité à 7 niveaux définie par l'Insee en 2022.
Elle est située hors unité urbaine et hors attraction des villes,.

### Occupation des sols
L'occupation des sols de la commune, telle qu'elle ressort de la base de données européenne d’occupation biophysique des sols Corine Land Cover (CLC), est marquée par l'importance des territoires agricoles (64,2 % en 2018), une proportion identique à celle de 1990 (64,2 %). La répartition détaillée en 2018 est la suivante : 
terres arables (62,5 %), forêts (33,9 %), zones urbanisées (1,9 %), zones agricoles hétérogènes (0,9 %), prairies (0,8 %). L'évolution de l’occupation des sols de la commune et de ses infrastructures peut être observée sur les différentes représentations cartographiques du territoire : la carte de Cassini (XVIIIe siècle), la carte d'état-major (1820-1866) et les cartes ou photos aériennes de l'IGN pour la période actuelle (1950 à aujourd'hui).

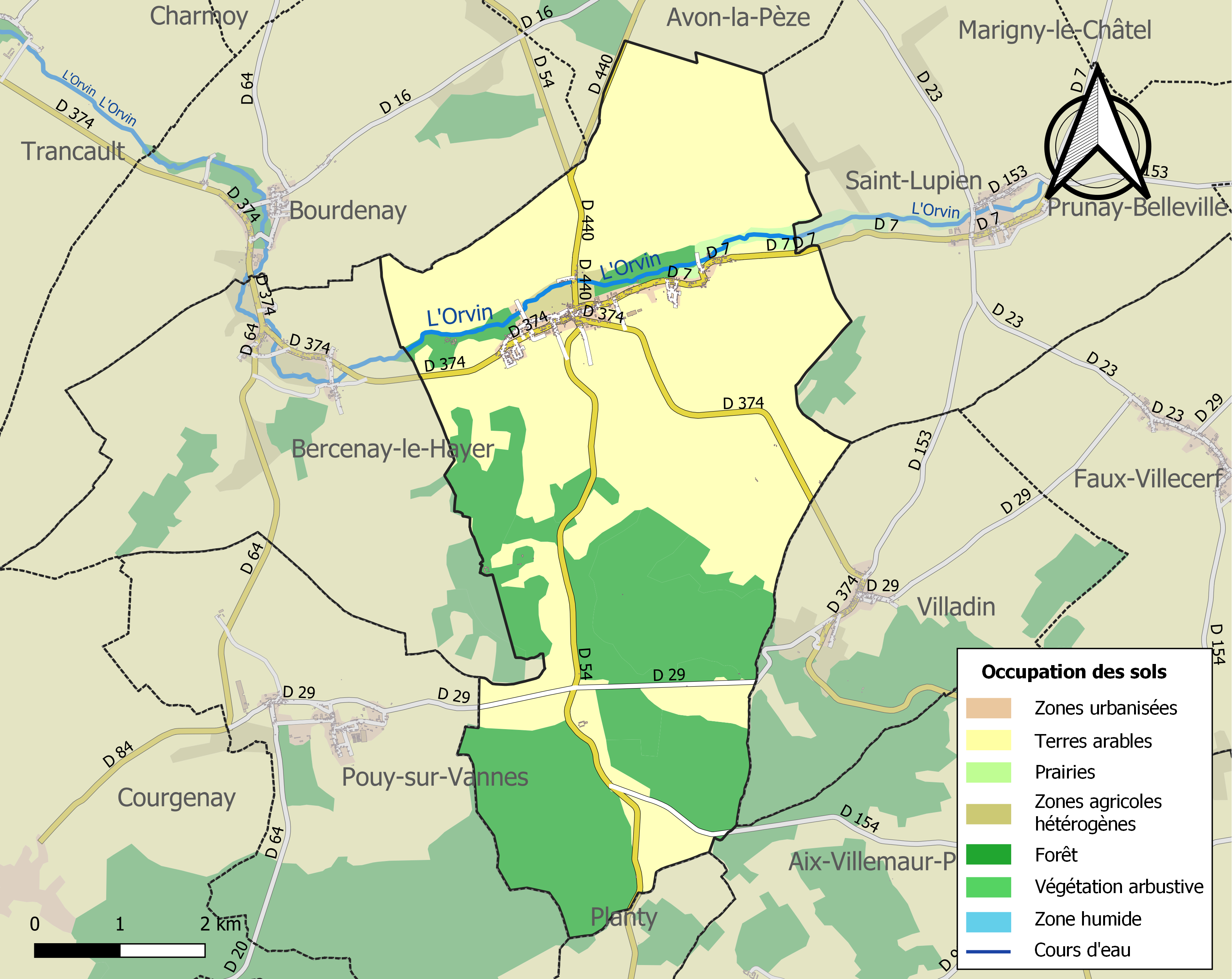
Carte des infrastructures et de l'occupation des sols de la commune en 2018 (CLC).

## Histoire
En plus de toutes les traces d'habitation anciennes développées ci-dessous, la seigneurie de Marcilly dépendait de deux mouvances. Dans la mouvance du château de Villemaur, le seigneur le plus ancien qui est connu est Montanus au VIe siècle. L'autre mouvance relevait de l'évêque de Troyes, en 1238 Gilon de Marcilly prêtait hommage.
En 1147, l'abbaye de Paraclet avait un moulin à Marcilly.
En 1789, le village de Marcilly relevait de l'intendance et de la généralité de Châlons, de l'élection de Troyes et du bailliage de Sens. Mais avant 1350 il dépendait du bailliage de Troyes et de la prévôté de Villemaur.

### Basson
Ancien hameau, il était le siège de deux seigneurs. Une mouvance relevait de Villemaur dont un Thibaut Narores est attesté en 1172, puis les Trainel au XIIIe siècle. L'autre mouvance relevait de l'évêque de Troyes.
Une maison forte ou château est attestée à Basson depuis 1367, close de murs et de fossés, l'écuyer Henri de Vouziers la tenant de son frère. Au XVIIIe siècle, ce n'était plus qu'une ferme.

### La Mothe

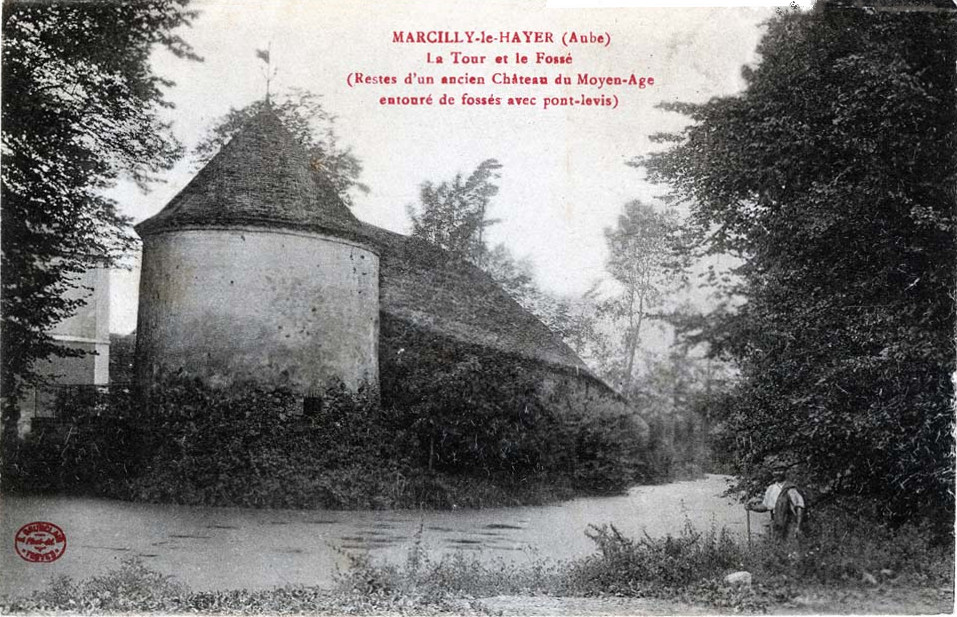
Château et ses fossés.

Hameau qui fit partie d'un ancien fief relevant de la Forge, à partir du XIVe siècle la Mothe eut les mêmes seigneurs que celui de Mothois et ils résidaient au château sis à la Mothe. En 1640 Louise de la Serre, dame de la Mothe était l'épouse de Edmé d'Avogarde ; le dernier seigneur est M. Jean-Baptiste Noel, garde de la porte de Monsieur frère du Roi qui en plus du château avait 200 arpents de terre.

### Le Mothois
Hameau aussi ancien fief qui dépendait de Villemaur, il avait aussi son château, en 1362 "une maison c'on dist le Motoy. Il avait aussi un moulin et son dernier seigneur est Nicolas III de Palis.

## Politique et administration
| Période                                  | Période  | Identité                                        | Étiquette | Qualité                                                                   |
| ---------------------------------------- | -------- | ----------------------------------------------- | --------- | ------------------------------------------------------------------------- |
| 1995                                     | 2005     | Josée Hanssens                                  |           |                                                                           |
| mars 2005                                | 2012     | Germain Douine                                  |           |                                                                           |
| octobre 2012                             | en cours | Jean-Marie Camut Réélu pour le mandat 2020-2026 | DVD       | Exploitant agricole, conseiller départemental depuis le 1er novembre 2020 |
| Les données manquantes sont à compléter. |          |                                                 |           |                                                                           |

## Démographie
L'évolution du nombre d'habitants est connue à travers les recensements de la population effectués dans la commune depuis 1793. Pour les communes de moins de 10 000 habitants, une enquête de recensement portant sur toute la population est réalisée tous les cinq ans, les populations de référence des années intermédiaires étant quant à elles estimées par interpolation ou extrapolation. Pour la commune, le premier recensement exhaustif entrant dans le cadre du nouveau dispositif a été réalisé en 2007.

En 2022, la commune comptait 713 habitants, en évolution de −0,97 % par rapport à 2016 (Aube : +0,7 %, France hors Mayotte : +2,11 %).
| 1793 | 1800 | 1806 | 1821 | 1831 | 1836 | 1841 | 1846 | 1851 |
| ---- | ---- | ---- | ---- | ---- | ---- | ---- | ---- | ---- |
| 487  | 512  | 553  | 548  | 627  | 688  | 707  | 759  | 808  |

| 1856 | 1861 | 1866 | 1872 | 1876 | 1881 | 1886 | 1891 | 1896 |
| ---- | ---- | ---- | ---- | ---- | ---- | ---- | ---- | ---- |
| 761  | 742  | 737  | 737  | 675  | 664  | 617  | 652  | 602  |

| 1901 | 1906 | 1911 | 1921 | 1926 | 1931 | 1936 | 1946 | 1954 |
| ---- | ---- | ---- | ---- | ---- | ---- | ---- | ---- | ---- |
| 578  | 576  | 574  | 485  | 486  | 537  | 514  | 473  | 482  |

| 1962 | 1968 | 1975 | 1982 | 1990 | 1999 | 2006 | 2007 | 2012 |
| ---- | ---- | ---- | ---- | ---- | ---- | ---- | ---- | ---- |
| 512  | 464  | 471  | 582  | 630  | 702  | 677  | 673  | 702  |

| 2017 | 2022 | - | - | - | - | - | - | - |
| ---- | ---- | - | - | - | - | - | - | - |
| 725  | 713  | - | - | - | - | - | - | - |

## Lieux et monuments
Marcilly-le-Hayer possède cinq édifices protégés au titre des monuments historiques.
- Les pierres dites Pierres du Four gaulois et du Réservoir sont des mégalithes situés dans le bois de Chavaudon[30]. Elles sont classées au titre des monuments historiques par arrêté du 3 mars 1959[31].
- Le château de Chavaudon construit en 1913 dans le style "Art Nouveau" par l'architecte Hector Guimard et inscrit au titre des monuments historiques en 2014[32].
- Les dolmens de la Pierre Couverte sont un ensemble de dolmens, composé du dolmen des Blancs Fossés, qui fait l'objet d'un classement au titre des monuments historiques depuis le 29 septembre 1936[33], et du dolmen de Vamprin, qui fait l'objet d'un classement au titre des monuments historiques depuis le 2 octobre 1936[34].
- L'église Saint-Leu-de-Sens est inscrite au titre des monuments historiques par arrêté du 21 décembre 1977[35].
- Chapelle de Saint-Flavit, construite en 1897 en l'honneur de l'ermite de Marcilly-le-Hayer, ordonné prêtre par Saint Leu.

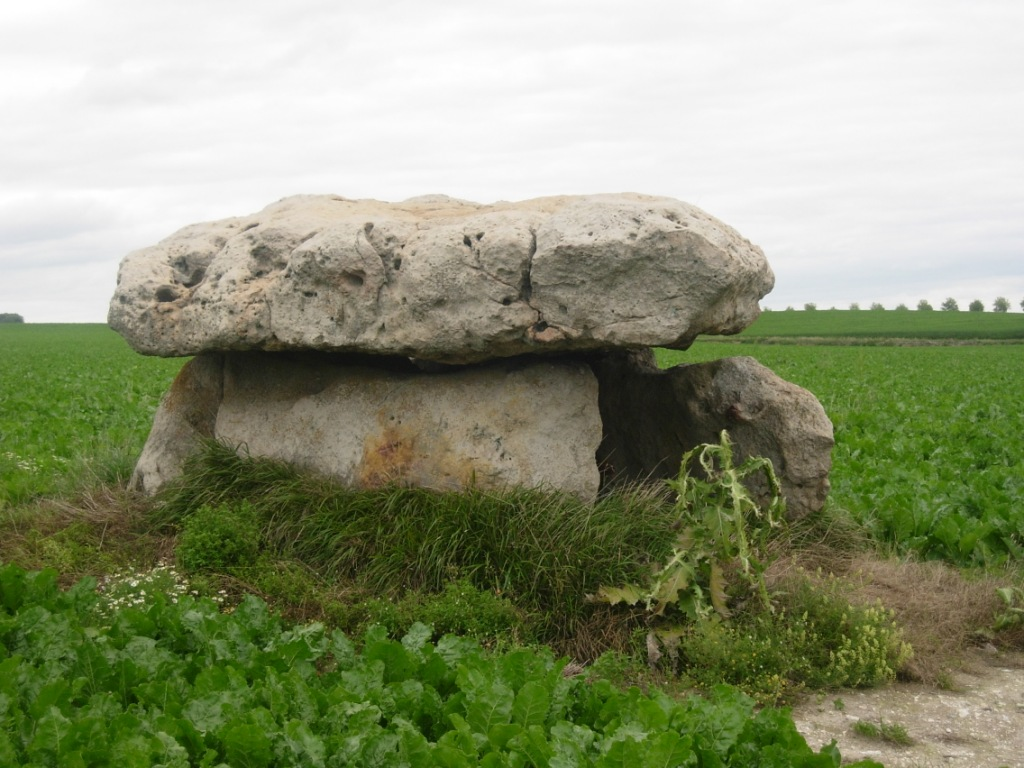
Dolmen du Vamprin.
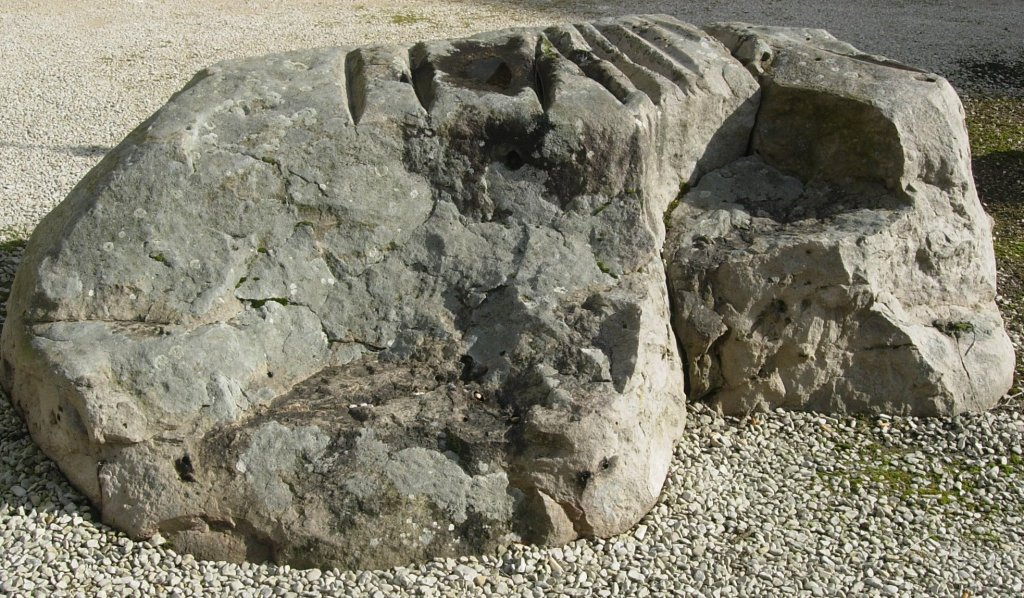
Polissoir du bois des Tannières de Marcilly-le-Hayer déposé aux Musées de Troyes.
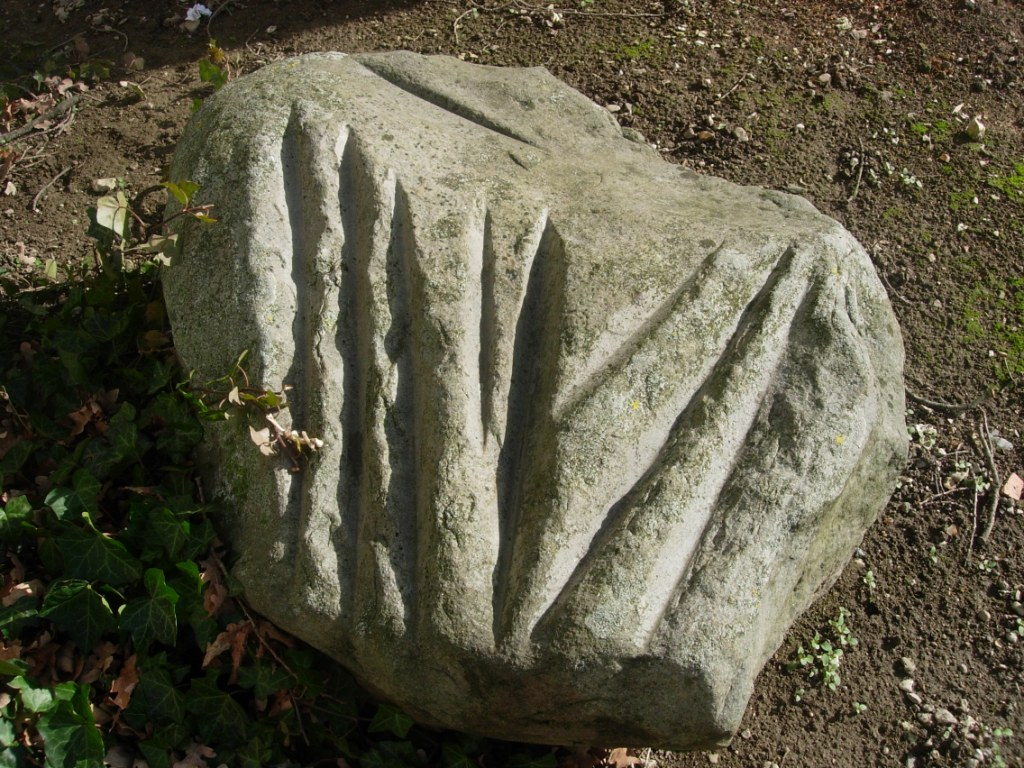
Polissoir du Champ Soyer de Marcilly-le-Hayer déposé aux Musées de Troyes.

## Personnalités liées à la commune
- Saint Flavit, ermite mort à Marcilly le 18 décembre 630, apôtre de la région.
- Maaike Jansen, actrice, est née dans la commune.
- Marcel Ory, (1898-1944), instituteur et Lieutenant de Réserve, Secrétaire de Mairie et acteur majeur de la Résistance, né à Landéan ( Ille et Vilaine) et sa femme Jeanne Jacquinot, née à St Mesmin (Vendée), sont nommés instituteurs à Marcilly en septembre 1925. Sous l'occupation allemande, à partir de 1940, Marcel Ory, devient l'animateur d'un réseau de résistance sur toute la région. Il meurt en service commandé le 28 Août 1944, dans   le sabotage du Pont de Nogent sur Seine, debout sur le marchepied d'une Traction Citroën, les armes à la main, à la poursuite de soldats allemands. A ses côtés les brigadiers de Gendarmerie Dupire et Gueno et trois autres occupants de la voiture, mortellement blessés, se trouveront précipités dans la Seine et périront noyés. Plaque Commémorative sur la façade de la Mairie.
- José Subirà-Puig, sculpteur d'origine espagnole, né le 28 août 1925 à Barcelone et mort le 7 décembre 2015, inhumé à Marcilly le Hayer (Aube).

## Héraldique
| Blason de Marcilly-le-Hayer | Blason  | D'argent aux cinq arbres en buisson de sinople sur une terrasse isolée de sable, au chef de gueules chargé d'un dolmen d'or. |
| Blason de Marcilly-le-Hayer | Détails | Le statut officiel du blason reste à déterminer.                                                                             |